# Route nationale 35 (Argentine)
Pour les articles homonymes, voir Route nationale 35.

La Ruta Nacional 35 est une route d'Argentine entièrement asphaltée, qui relie la ville de Bahía Blanca en province de Buenos Aires avec la localité de Santa Catalina, à 10 km au sud-ouest de Río Cuarto sur la route nationale 8 en province de Córdoba. Entre ces deux provinces, elle traverse du sud au nord la province de La Pampa. 
La route est longue de 709 km, tous asphaltés.
La route longe la réserve provinciale parc Luro, dont l'entrée se trouve 30 km au sud de Santa Rosa dans la province de La Pampa.